# Kom (vremenski prilog)
Kom, vremenski prilog u hrvatskom jeziku. Značenje i istoznačnice su upravo, netom, jedva. Vrlo sličan vremenskom prilogu stoprv koji je značenja upravo sada, netom, tek.
U živoj uporabi u starom hrvatskom jeziku. U starijih hrvatskih pisaca je u uporabi, te se njime služi Marin Držić u Dundu Maroju, kad Pomet replicira kom k njemu dođoh' (današnjim hrvatskim "upravo, jedva k njemu dođoh"). Prilog kom i danas je živ u uporabi u pojedinim sjeverozapadnim čakavskim govorima. U Vrbniku na Krku je u inačici komać. Također je živ i u kajkavskim govorima.